# Bostrychia
Bostrychia là một chi chim trong họ Threskiornithidae.

## Hình ảnh

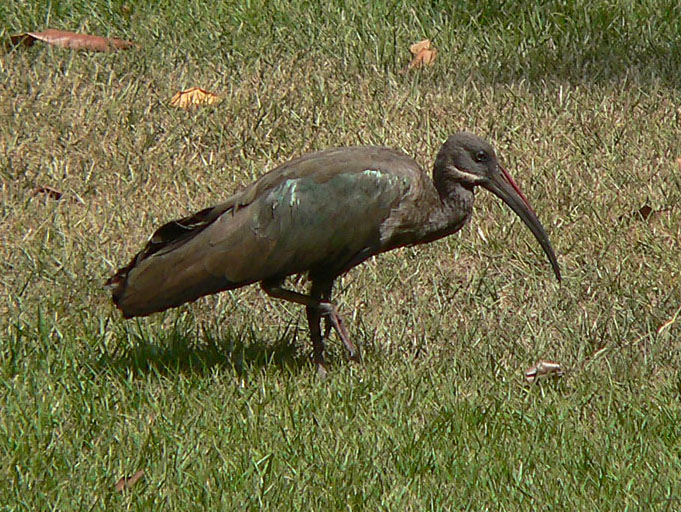
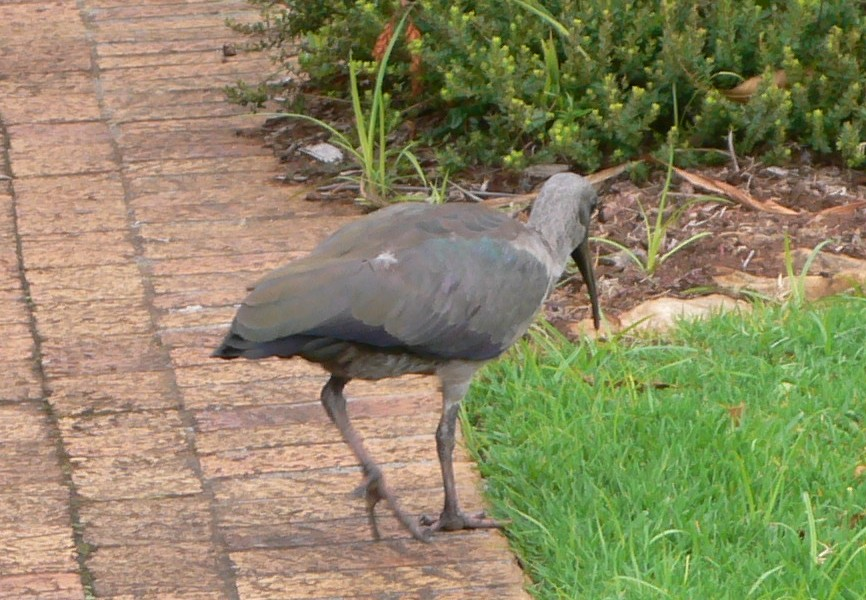

## Các loài
Chi này gồm 5 loài:
- Bostrychia carunculata
- Bostrychia hagedash
- Bostrychia olivacea
- Bostrychia rara
- Bostrychia bocagei